# Szigetelési ellenállás

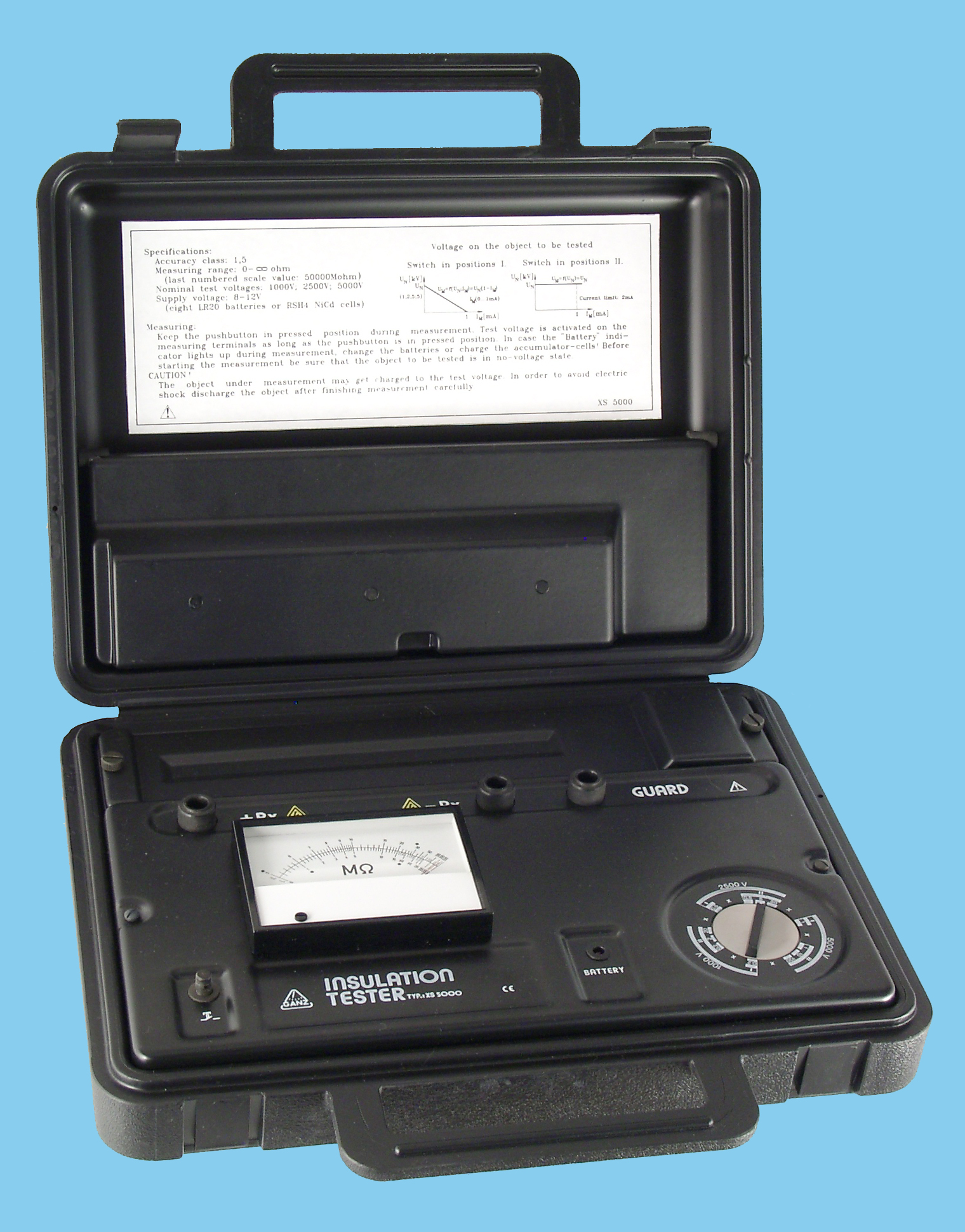
Magasfeszültségű szigetelési ellenállás mérő

A szigetelési ellenállás a  villamos szigetelőanyagokra jellemző érték. Nagysága a vezetőkéhez képest igen nagy, és függ a mérésnél alkalmazott feszültség nagyságától valamint hőmérsékletétől is. Egy egész hálózat szigetelési ellenállása függ a hálózat nagyságától, a nagyobb hálózat kisebb szigetelési ellenállást jelent.

## Mérése
Egy villamos berendezés szigetelését üzembe helyezés előtt ellenőrizni kell. A vizsgálat két részből áll:
1. Az egyes vezetékek és a föld közötti ellenállás méréséből
2. Az egyes vezetékek egymás közötti ellenállás méréséből.

A mérés megkezdése előtt a vizsgálandó szakaszt le kell választani a teljes hálózatról (feszültségmentesítés) és gondoskodni kell a véletlen visszakapcsolás elkerüléséről.
A vizsgálatot célszerűen egyenárammal kell végezni. Váltakozóáram esetén kapacitív áramok is folynak, melyek a mérést bizonytalanná teszik, mivel a vizsgált szigetelőkön átszivárgó áramok maguk is kicsik.
A mérés elvégzésekor előfordul, hogy a műszer nem rögtön áll meg valamely értéken, hanem lassan közelíti meg a mért értéket. Ez nem jelent hibát. A mérési eredmény leolvasása előtt 1-10 perc várakozási idő szükséges. Ilyenkor a vezeték (különösen koaxiális kábel esetén) kondenzátorként működik, melynek feltöltéséhez bizonyos idő szükséges. Ebből kiindulva a mérés befejezésekor a mért vezetéket kisütéssel feszültségmentesíteni kell.
A mérést meghamisíthatja a vezeték nedvessége. Ilyen vezetéken mérést végezni értelmetlen.
Hibát okozhat a vezeték elszennyeződése. Az erős szennyeződés, különösen magasabb feszültségeken, jó vezetőként viselkedik. Ez a vezető párhuzamosan kapcsolódik a tényleges szigetelési ellenállással, mintegy söntöli azt. Lehetőség szerint a mérendő vezetéket meg kell tisztítani. Koaxiális kábeleknél, ha a mérőműszernek van „Guard” kivezetése az ebből adódó hiba kiküszöbölhető. A szennyeződés miatt szivárgó áram folyna a vezető + és - pontjai között. A szigetelésre vezető anyagot tekerve, ezt a pontot a Guard kivezetővel összekötve a szivárgó áramot el lehet vezetni. 

### Erősáramú berendezésekben

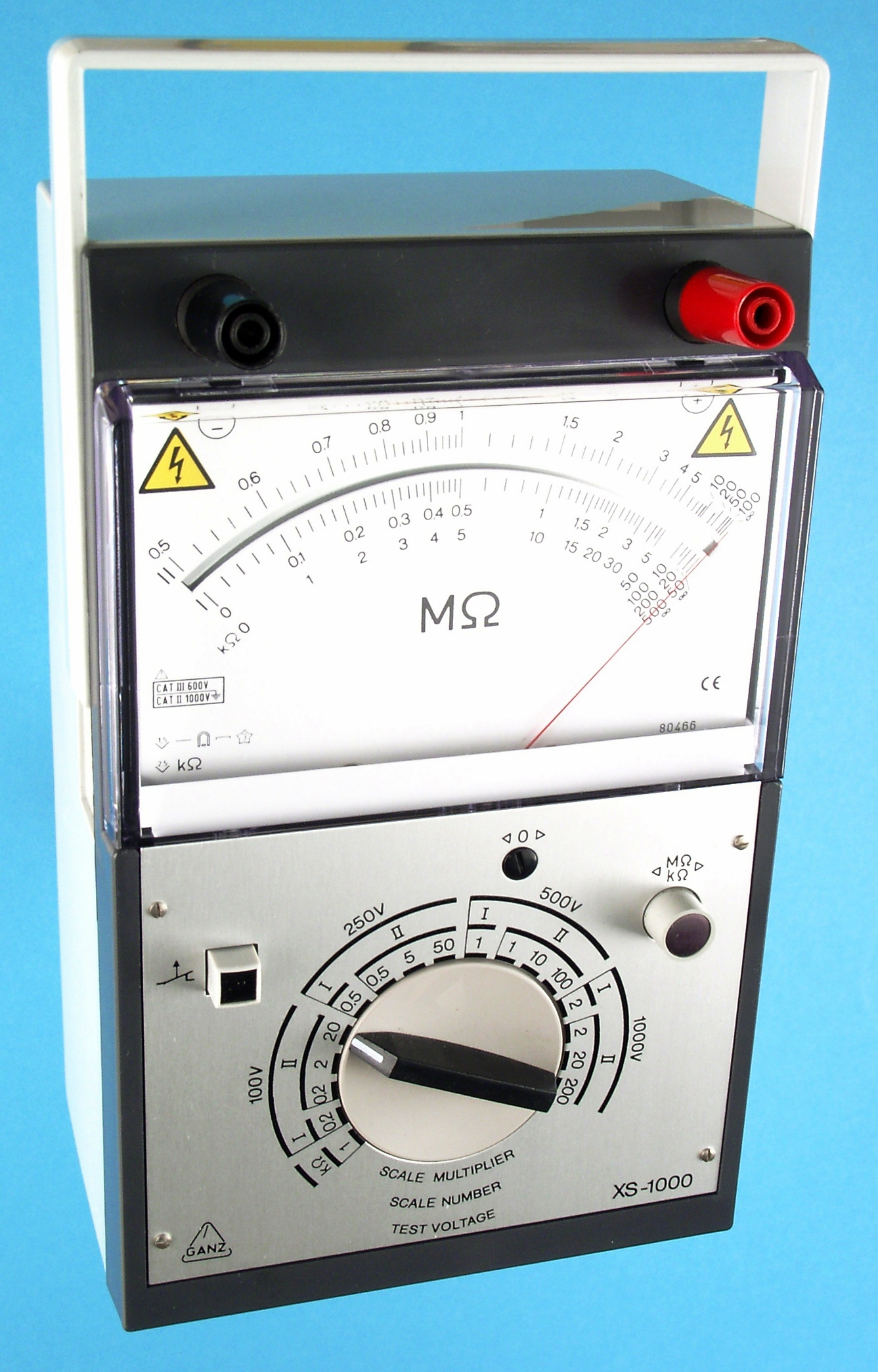
Maximum 1000 V-os szigetelési ellenállás mérő

A szigetelési ellenállást erősáramú berendezésekben lehetőleg a berendezés üzemi feszültségével kell mérni, de legalább 100 V feszültséggel. Nagyobb feszültséggel mérve a szigetelési ellenállás kisebb értéket mutat.
Az átlagos szigetelési ellenállás-mérők feszültségei ebből a sorból kerülnek ki: 100 V, 250 V, 500 V, 1000 V, 2500 V, 5000 V. Ezen műszerek mérési terjedelme általában 1010 Ω méréshatárig készül. A műszerek általában tartalmaznak egy kisebb feszültségű méréshatárt (5-10 V), a vezeték ellenállásának mérésére.
Nem célszerű a méréshez a kelleténél lényegesen nagyobb feszültséget választani, mert az tönkreteheti a különben kifogástalan vezetéket is.

### Gyengeáramú berendezésekben
Gyengeáramú berendezésekben a nem arra méretezett vezetéket a 100 V-os mérőfeszültség tönkretehetné. Készülnek olyan készülékek, melyek 1010 Ω méréshatárig mérnek, de a mérőfeszültségük 2,5 V, 10 V, 25 V, 50 V sorból kerül ki.

## Mérőműszer

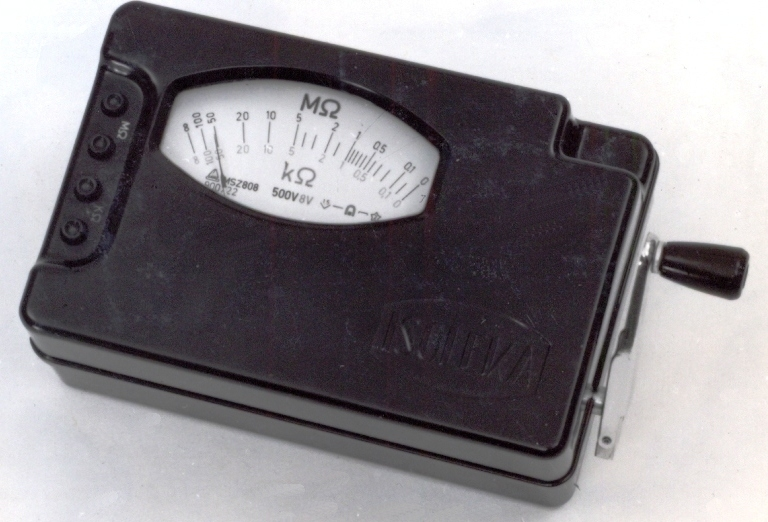
Isoleka szigetelési ellenállás mérő

Korábban kifejezetten csak kézi hajtókarral ellátott kereszttekercses műszereket gyártottak. Ezek feszültségforrása egy a műszerrel egybeépített egyenáramú generátor volt. Ezek nem igényeltek akkumulátort sem szárazelemet. A kereszttekercses mérőmű miatt a feszültségingadozásra nem voltak érzékenyek. Egyes különleges változatai a generátor és a hajtókar között egy speciális tengelykapcsolót tartalmaztak, mely túl gyors forgatáskor-, vagy a forgatás hirtelen leállításakor kikapcsolt. Ezzel a megoldással a generátor feszültségét 1% pontossággal lehetett tartani, mely lehetővé tette ezeknél a változatoknál lengőtekercses műszerek beépítését.
A jelenleg gyártott műszerek lengőtekercses vagy digitális kivitelűek.

## A mérés menete
1. A hálózatra kapcsolják az összes fogyasztót. Elvégzik a feszültségmentesítést. A műszert az egyik vezetőhöz kapcsolják, míg a másikat földpotenciálra kötik. Ez lehet víz-, gáz vezeték, villámhárító, védőföld vezeték stb. Elvégzik a mérést. Majd megismétlik az összes vezetővel ugyanezt.
2. A hálózatról lekapcsolják az összes fogyasztót. Elvégzik a feszültségmentesítést. Két vezetéket kiválasztva megmérik a szigetelési ellenállást. Ezt megismétlik az összes vezető között.

### Átszámítás
Mivel a szigetelési ellenállás függ a vezetők hosszától és a hőmérséklettől is, a leolvasott értéket át kell számolni. Az átszámítás menete: R=Rm×L×n (ahol R a számított érték, Rm a műszeren leolvasott ellenállás érték MΩ-ban, L a vezető hossza km-ben és n a hőmérséklet függvényében táblázatban megadott viszonyszám a vezeték hőmérsékletének megfelelően.)

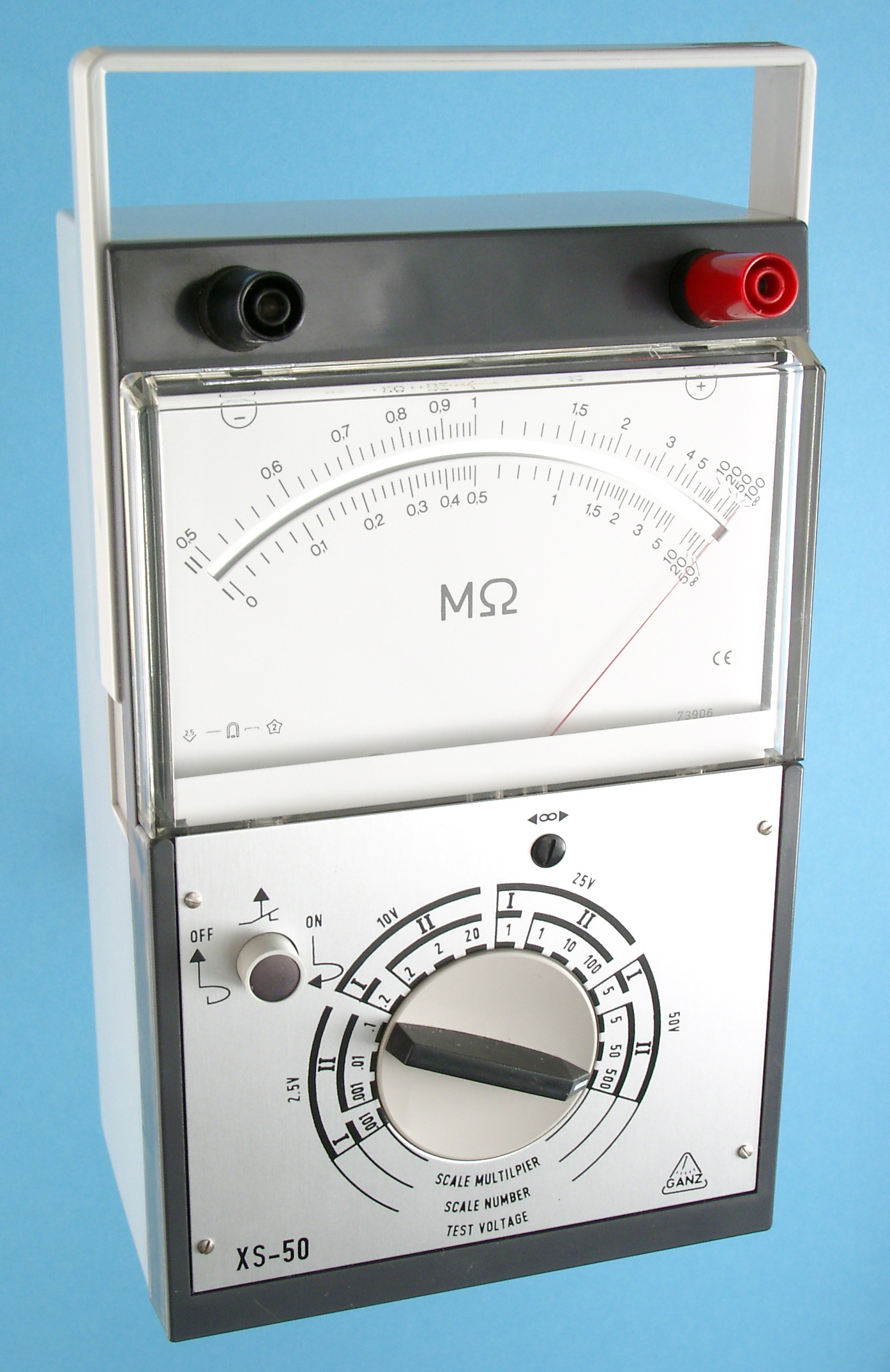
Alacsony feszültségű szigetelési ellenállás mérő.jpg

| Vezeték hőmérséklet °C | 0,6/1 kV | 3,6/6 kV |
| ---------------------- | -------- | -------- |
| 5                      | 0,1      | 0,49     |
| 10                     | 0,23     | 0,6      |
| 15                     | 0,46     | 0,75     |
| 20                     | 1        | 1        |
| 25                     | 2,9      | 1,97     |
| 30                     | 6,6      | 5,15     |
| 35                     | 17,6     | 13       |
| 40                     | 36,5     | 28,6     |